# 内腹斜筋
内腹斜筋（ないふくしゃきん、英語: abdominal internal oblique muscle）は、腹部の筋肉のうち腹壁外側部を走る側腹筋の一つ。外腹斜筋の深層に存在し、鼠径靱帯、腸骨稜、胸腰筋膜を起始とし、斜め前上方に扇状に走り、第10～12肋骨下縁および腹直筋鞘、白線 (linea alba) に付着する。別名、上行腹斜筋とも呼ばれる。
外腹斜筋と同様に、肋骨とともに胸郭を引き下げ、脊柱を曲げると同時に、骨盤を引き上げる作用がある。